# Estadio Municipal de Punitaqui
El Estadio Municipal de Punitaqui es un estadio de fútbol ubicado en la comuna de Punitaqui, Chile. Su propietario es la Ilustre Municipalidad de Punitaqui.
Fue inaugurado el sábado 9 de noviembre de 2013 con una jornada deportiva que tuvo como partido de fondo un encuentro entre una selección regional de exfutbolistas profesionales como los hermanos Eduardo y Osvaldo Gómez, Danilo Chacón, Francisco Carvajal y Carlos Venegas, entre otros, versus un combinado de destacados exfutbolistas profesionales participantes en la Copa Mundial de Fútbol de Francia 1998 con la selección chilena, entre los cuales se encontraba Nelson Tapia, Francisco Rojas, Gabriel Mendoza, Marcelo Vega, Pablo Galdames y Leonel Herrera.
Era utilizado habitualmente por Deportes Ovalle para disputar sus partidos de la competencia de Segunda División Profesional de fútbol. Además ha sido utilizado por Deportes La Serena para albergar partidos de la Primera División B, por Provincial Ovalle para partidos de la Tercera División A y B y por Deportivo Ovalle para el campeonato de Tercera División B del fútbol chileno.